# 岡田站 (愛媛縣)
岡田站（日语：／ Okada eki */?）是位於日本愛媛縣伊予郡松前町的鐵路車站，隸屬於伊予鐵道（伊予鐵），車站編號為IY29，是沿線5個可交換列車的其中一個車站，現時於實行定點班次時及部份早上時段安排進行列車交換。其配置與余戶站大致相同。由此站起，下行方向已離開松山市範圍。
過往在鎌田站及本站之間，原設有「出合站」，是開線時已存在的車站，但1910年伊予鐵道以本站取代出合站，使它變為純貨物站，1937年更被廢站。

## 車站結構
本站採用與余戶站相同的站房，為單層木製建築，並擁有較高的樓底。車站自開業至今都一直使用，其中正門上方的站牌，仍採用舊體字「驛」。
車站內左側為候車大堂；中央為正門出入口及開放式的閘口，並設置了對應IC卡的感應器；右端為服務窗口及自動售票機，洗手門則先通過閘口，位處候車大堂的後方，而最右方原站務室，則用作儲物倉庫用途。
設有側式月台及島式月台各1個，原可提供2線3面的配置，但島式最外側的月台已棄用，並已加上圍欄，在車站改善工程時，部份原路基被用作加建無障礙斜道，因此現時只提供2線2面的配置，有效長度皆為3輛。由於月台和站舍位於不同的水平面，當未加建無障礙斜道前，當過往通過閘口後，需要先上行數級樓梯才到達側式月台，現時斜道已能直達側式月台及前往通往島式月台的平交道口。
車站兩端均採用Y型轉轍器，使所有列車均靠左側進站，也反映出本站一直以來均作為線內的主要車站及列車交換站，因此並沒有區分主、副線之分。

### 月台配置
| 月台         | 路線     | 方向     | 目的地           |
| ------------ | -------- | -------- | ---------------- |
| 側式月台     | ■郡中線  | 上行     | 松山市方向       |
| 島式月台內側 | ■郡中線  | 下行     | 松前、郡中港方向 |
| 島式月台外側 | 現已棄用 | 現已棄用 | 現已棄用         |

## 歷史
- 1910年7月18日：開業。
- 2025年3月18日：伊予鐵內所有郊外鐵道線均可使用ICOCA及全國交通系IC卡[4][5][6]。

## 使用情況
| 年度   | 1日平均乗車人數 |
| ------ | --------------- |
| 1980年 | 2,142           |
| 1985年 | 1,639           |
| 1990年 | 1,379           |
| 1995年 | 1,324           |
| 2000年 | 1,016           |
| 2003年 | 1,017           |
| 2004年 | 1,002           |
| 2005年 | 1,032           |
| 2006年 | 1,084           |
| 2007年 | 1,084           |
| 2008年 | 1,082           |
| 2009年 | 1,092           |
| 2010年 | 1,066           |
| 2011年 | 1,082           |

## 相鄰車站
伊予鐵道
■ 郡中線
鎌田（IY28）－岡田（IY29）－古泉（IY30）

## 外部連結
- 伊予鐵道岡田站公式網頁。 （页面存档备份，存于）